# Aloe jacksonii
Aloe jacksonii é uma espécie de liliopsida do gênero Aloe, pertencente à família Asphodelaceae.